# Carmen (Cotabato)
Carmen é um município de  primeira classe de renda municipal (d) na província Cotabato, nas Filipinas. De acordo com o censo de 1 de maio  de  2020 possui uma população de 79 140 pessoas e 18 913 domicílios.